# Cho Oyu
Cho Oyu sau Qowowuyag (Zeița turcoaz) (tiberană: jo-bo-dbu-yag; chineză:  卓奥友山, Zhuó'àoyǒu Shān) este un munte cu altitudinea de 8.188 m deasupra n.m. care face parte din masivul Himalaya. El este situat la 20 km vest de Mount Everest și Lhotse continuând lanțul principal himalayan din regiunea Khumbu (Khumbu Himal). Muntele este amplasat direct pe granița dintre China și Nepal, fiind trecut după măsurătorile din 1984 pe lista munților de peste 8000 de m altitudine, înaintea munților Dhaulagiri (8167 m) și Manaslu (8156 m). Cho Oyu este după Everest muntele cel mai frecvent escaladat din grupa munților de peste 8000 de m, ascensiunea fiind mai abordabil sau cel mai puțin dificil. De aceea este frecvent ținta diferitelor expediții comerciale alpine, având loc până în prezent 47 de accidente mortale la escaladare pe munte. În afară de aspectul comercial, muntele oferă posibilitatea amatorilor alpiniști de a se testa la aerul rarefiat și sărac în oxigen.